# Skarbin (Gemeinde Grafenstein)
Skarbin (slowenisch: Škrbin(j)a) ist eine Ortschaft mit 18 Einwohnern (Stand: 1. Jänner 2024), die zur Marktgemeinde Grafenstein in Kärnten gehört.
Die kleine Ortschaft Skarbin liegt in rund 710 m Seehöhe in der östlichen Sattnitz, auf der gleichnamigen Hochfläche Skarbin. Die Ortschaft ist umgeben von weiten Waldungen. Nach Osten zu fällt das Sattnitzkonglomerat teilweise senkrecht zur Drau ab. Im  Westen senkt sich die Hochfläche zur Senke von Sabuatach. Die Acker- und Weideflächen des Skarbin teilen sich zwei landwirtschaftliche Betriebe, vulgo Melcher und der vulgo Kaiser. Daneben sind einige Zweitwohnsitze entstanden.
Erst 1969 erfolgte die Elektrifizierung.  Der Ort liegt etwa 20 Kilometer nördlich von der österreichisch-slowenischen Grenze, die Drau verläuft etwa einen Kilometer östlich des Dorfes. Grafenstein, das Zentrum der Marktgemeinde, liegt etwa 2,5 Kilometer nordwestlich des Dorfes und ist durch eine erst 1955 erbaute Straße erreichbar.